# Vita di Gesù (saggio François Mauriac)
Vita di Gesù (La Vie de Jésus) è un saggio pubblicato nel 1936 dallo scrittore francese François Mauriac.
In italiano il libro è stato tradotto la prima volta nel 1937 da Angiolo Silvio Novaro.
La Vie de Jésus è stata tradotta in: svedese, portoghese, serbo, tedesco, polacco, sloveno, spagnolo, giapponese, catalano, coreano, norvegese, croato, russo, ungherese, ceco, inglese.

## Edizioni in italiano
Lista parziale
- François Mauriac, Vita di Gesù, traduzione di Angiolo Silvio Novaro, Milano, Arnoldo Mondadori, 1937.
- François Mauriac, Vita di Gesù, collana Biblioteca moderna Mondadori, traduzione di Angiolo Silvio Novaro, Milano, A. Mondadori, 1950.
- François Mauriac, Francois Mauriac (Il bacio al lebbroso-Destini-Groviglio di vipere-Vita di Gesù), collana Scrittori del mondo: i Nobel, Premio Nobel 1952, traduzione di Giuseppe Prezzolini, Marise Ferro, Mara Dussia, Angiolo Silvio Novaro, prefazione di Carlo Bo, Torino, UTET, 1964.
- François Mauriac, Vita di Gesù, traduzione di Angiolo Silvio Novaro, introduzione di Carlo Bo, Milano, A. Mondadori, 1974.
- François Mauriac, Vita di Gesù, illustrazioni di Beato Angelico, introduzione di Paul Poupard, Genova, Marietti, 1998.
- François Mauriac, Vita di Gesù, illustrazioni di Giotto, prefazione di Gianfranco Ravasi, Genova, Marietti 1820, 2015.